# Lei de Naturalização de 1790
A Lei de Naturalização de 1790 (Naturalization Act of 1790), promulgada em 26 de março de 1790, foi uma legislação do Congresso dos Estados Unidos que estabeleceu as primeiras normas uniformes para a concessão da cidadania americana por naturalização. A lei restringiu a naturalização a "pessoas brancas livres [...] de bom caráter", excluindo, portanto, nativos americanos, servos contratados, pessoas escravizadas, africanos livres, habitantes das ilhas do Pacífico e asiáticos não brancos. Essa limitação esclareceu a forma de tratamento dos recém-chegados, uma vez que, anteriormente, os negros livres tinham direito à cidadania em nível estadual em diversos estados. Além disso, a interpretação da Lei pelos tribunais associou a branquitude ao cristianismo, resultando na exclusão de imigrantes muçulmanos da cidadania até que a decisão no caso Ex Parte Mohriez reconhecesse a cidadania de um muçulmano saudita em 1944.
O Congresso baseou o texto na Lei de Plantação de 1740 do Parlamento Britânico, oficialmente intitulada "Lei para a Naturalização de Protestantes Estrangeiros e Outros Mencionados, que estão Estabelecidos ou se Estabelecerão em Qualquer uma das Colônias de Sua Majestade na América" ("An Act for Naturalizing such foreign Protestants and others therein mentioned, as are settled or shall settle in any of His Majesty's Colonies in America"), adotando suas disposições relativas ao tempo de residência, juramento de fidelidade e processo de juramento perante um juiz, entre outros aspectos.

## Disposições
A Lei de Naturalização de 1790 estabeleceu um requisito de dois anos de residência nos Estados Unidos e um ano no estado de residência antes que um estrangeiro pudesse solicitar a cidadania, preenchendo uma Petição de Naturalização com "qualquer tribunal de direito comum de registro" com jurisdição sobre sua residência. Após a verificação do "bom caráter" do solicitante, o tribunal administrava um juramento de fidelidade para apoiar a Constituição dos Estados Unidos. Os filhos do solicitante, até a idade de 21 anos, também seriam naturalizados. O escrivão do tribunal deveria registrar esses procedimentos e, a partir daí, a pessoa seria considerada cidadã dos Estados Unidos.
A lei também estabelecia que crianças nascidas no exterior, quando ambos os pais fossem cidadãos americanos, "seriam consideradas cidadãs natas", mas especificava que o direito à cidadania "não seria concedido a pessoas cujos pais nunca tivessem residido nos Estados Unidos". Esta foi a única lei dos EUA a utilizar o termo "cidadão nato", encontrado na Constituição dos EUA em relação aos pré-requisitos para uma pessoa servir como presidente ou vice-presidente, e a Lei de Naturalização de 1795 aboliu o termo.
Embora a lei não excluísse explicitamente as mulheres da cidadania, os tribunais incorporaram a prática da coverture, oriunda da lei comum, ao sistema jurídico dos Estados Unidos. De acordo com essa prática, o corpo físico de uma mulher casada e, portanto, quaisquer direitos sobre sua pessoa ou propriedade, eram controlados pelo marido. A lealdade da mulher ao marido era considerada superior à sua obrigação para com o Estado. A jurisprudência sobre relações domésticas sustentava que bebês, pessoas escravizadas e mulheres deveriam ser excluídos da participação na vida pública e na condução de negócios devido à falta de discernimento, direito ao livre arbítrio e propriedade, e à necessidade de evitar a depravação moral e conflitos de lealdade.

## Mudanças posteriores
A Lei de Naturalização de 1795 revogou e substituiu a Lei de 1790. A Lei de 1795 aumentou o requisito de residência para cinco anos e estabeleceu que o candidato deveria notificar sua intenção de naturalização três anos antes da solicitação. Posteriormente, a Lei de Naturalização de 1798 ampliou o requisito de residência para 14 anos e o período de notificação para cinco anos. A Lei de Naturalização de 1802 revogou a Lei de 1798, restaurando os requisitos de residência e notificação da Lei de 1795.
Com a adoção da Lei de Naturalização de 1804, o acesso das mulheres à cidadania tornou-se cada vez mais vinculado ao seu estado civil. No final do século XIX, a principal consideração para determinar a cidadania ou a capacidade de naturalização de uma mulher era seu estado civil. A partir de 1907, a nacionalidade de uma mulher dependia inteiramente do fato de ela ser casada ou não.
O Tratado de Dancing Rabbit Creek, ratificado pelo Congresso dos EUA em 1831, permitiu que o grupo indígena Choctaw que optaram por permanecer no Mississippi fossem reconhecidos como cidadãos americanos, tornando-se o primeiro grande grupo étnico não europeu a obter a cidadania americana.
No século XIX, o Congresso fez mudanças significativas na cidadania, especialmente após a Guerra Civil Americana. A Décima Quarta Emenda, de 1868, concedeu cidadania às pessoas nascidas nos Estados Unidos e sujeitas à sua jurisdição, independentemente da raça, mas excluiu os “índios” (nativos americanos que viviam em reservas) não tributados. A Lei de Naturalização de 1870 estendeu “as leis de naturalização” a “estrangeiros de origem africana e pessoas de ascendência africana”, além de revogar a cidadania de chineses-americanos naturalizados.
De acordo com a Décima Quarta Emenda e apesar da Lei de 1870, a Suprema Corte, no caso United States v. Wong Kim Ark (1898), reconheceu a cidadania americana de um filho nascido nos Estados Unidos de pais chineses que tinham domicílio e residência permanentes nos Estados Unidos, e que estavam lá realizando negócios, sem estarem empregados em qualquer capacidade diplomática ou oficial sob o imperador da China. Desde o caso Wong Kim Ark, a cidadania americana de pessoas nascidas nos Estados Unidos tem sido reconhecida, embora a Suprema Corte não tenha se pronunciado diretamente sobre crianças nascidas de pais que não são residentes legais nos Estados Unidos.
A cidadania dos nativos americanos foi concedida de forma fragmentada até a Lei de Cidadania Indígena de 1924, que concedeu cidadania geral aos nativos americanos, independentemente de pertencerem a uma tribo reconhecida pelo governo federal. Naquela data, dois terços dos nativos americanos já haviam se tornado cidadãos americanos por outros meios. A lei não era retroativa, portanto não abrangia cidadãos nascidos antes da sua vigência em 1924 ou fora dos Estados Unidos como indígenas.
Após 1940, outras mudanças na elegibilidade racial para cidadania por naturalização foram implementadas. O Congresso estendeu a elegibilidade a “descendentes de raças indígenas do Hemisfério Ocidental”, “filipinos ou pessoas de ascendência filipina”, “chineses ou pessoas de ascendência chinesa” e “pessoas de raças indígenas da Índia”. A Lei de Imigração e Nacionalidade de 1952 proibiu a discriminação racial e sexual na naturalização.